# 加达比齿鲨科
加勒比鲨科(学名：Cardabiodontidae)是一类已灭绝的鼠鲨目鲨鱼。这个科的确认成员包括加勒比鲨属和德沃达鲨属，这两个属于白垩纪晚期生存于澳大利亚、北美和欧洲。部分研究者认为伪鲭鲨属也属于这个科，但是最初提出该分类法的人提案表示削弱他的分类理由。